# Crioll afroseminola
El crioll afroseminola és un dialecte del gullah parlat pels seminoles negres en algunes comunitats aïllades d'Oklahoma, Texas, i nord de Mèxic.
Fou identificat primer cop com a llengua en 1978 per Ian Hancock, un lingüista de la Universitat de Texas. El crioll es va desenvolupar quan seminoles negres i seminola vivien plegats a Florida en el segle xviii i començaments del XIX.
Els parlants del crioll afroseminola viuen al comtat de Seminole (Oklahoma), i a Brackettville (Texas), als Estats Units i a Nacimiento de los Negros, Coahuila, a Mèxic. Hi ha uns 200 parlants de la llengua.

## Estatus oficial
A Mèxic, el crioll afroseminola té l'estatus de llengua nacional juntament amb totes les llengües indígenes i l'espanyol gràcies a la Ley General de Derechos Lingüísticos de los Pueblos Indígenas promulgada i publicada en 2003.

## Història
El seu origen es remunta des de la colonització espanyola de San Augustín, al nord de la península de la Florida i on van fugir de la dominació anglesa i de l'esclavitud, aprofitant l'oferiment dels espanyols de donar-los la llibertat als esclaus que fugissin a la Florida i que es convertissin al catolicisme.
En 1850, els creek, fugint de la política de deportació territorial, de l'esclavitud i de discriminació racial als EUA, demanRen asil al govern mexicà.